# Liste der Kulturdenkmale in Oberspaar

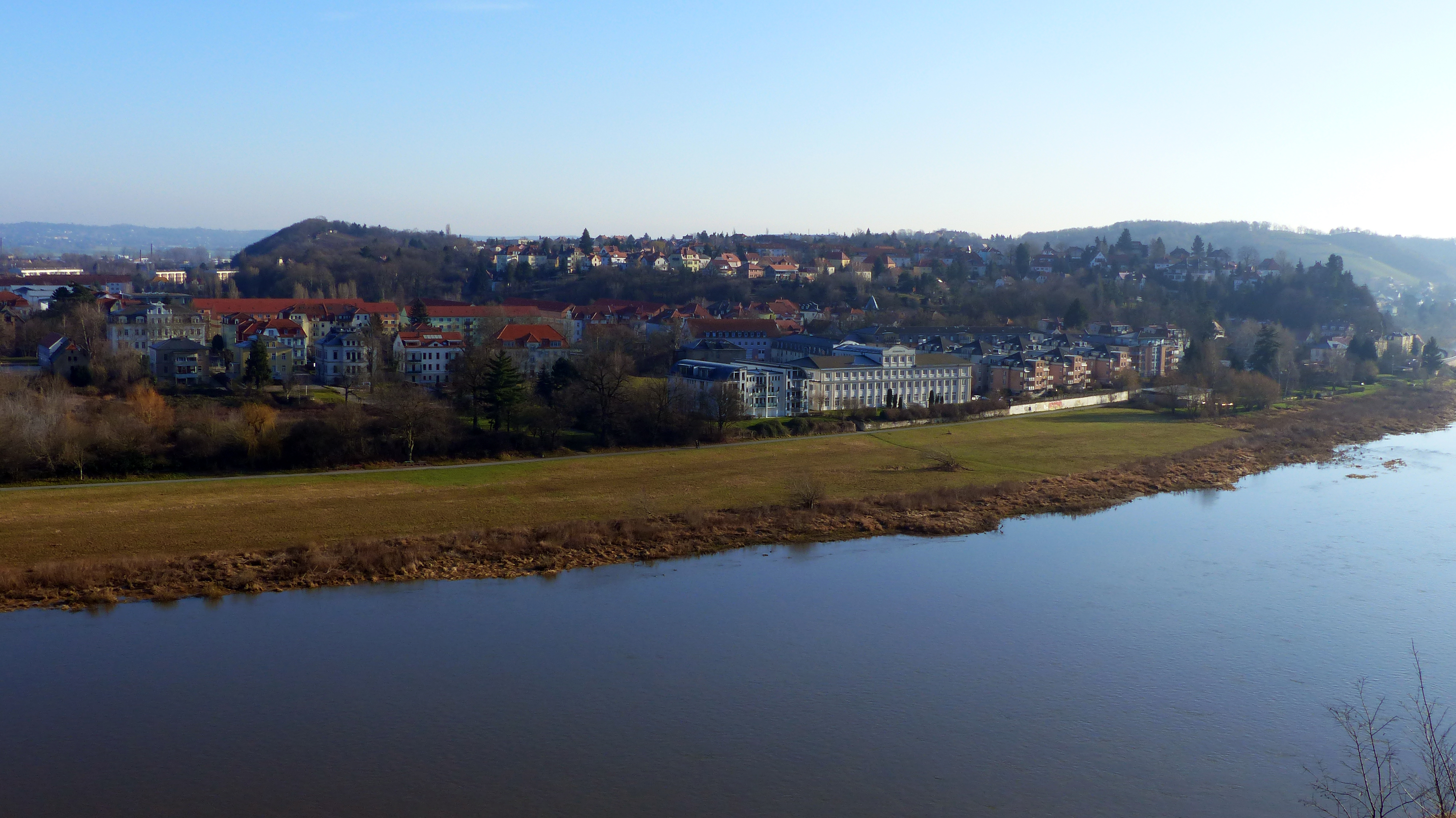
Blick auf die Stadtteile Niederspaar und Oberspaar

In der Liste der Kulturdenkmale in Oberspaar sind die Kulturdenkmale der im Südosten der Stadt Meißen am rechten Ufer der Elbe gelegenen Gemarkung Oberspaar verzeichnet, die bis Februar 2021 vom Landesamt für Denkmalpflege Sachsen erfasst wurden (ohne archäologische Kulturdenkmale). Die Anmerkungen sind zu beachten.
Diese Aufzählung ist eine Teilmenge der Liste der Kulturdenkmale in Meißen.

## Liste der Kulturdenkmale in Oberspaar
| Bild           | Bezeichnung | Lage                              | Datierung                                                                         | Beschreibung | ID       |
| -------------- | --- | --------------------------------- | --------------------------------------------------------------------------------- | --- | -------- |
|                | Bauernhaus | Alte Spaargasse 3 (Karte)         | 2. Hälfte 19. Jahrhundert                                                         | Sozialgeschichtlich von Bedeutung | 09266170 |
|                | Wohnstallhaus und Einfriedung | Alte Spaargasse 7 (Karte)         | Bezeichnet mit 1749                                                               | Fachwerkbau, teilweise verputzt, Zeugnis bäuerlicher Lebensweise vergangener Zeiten, baugeschichtlich und sozialgeschichtlich von Bedeutung | 09265062 |
|                | Ehemaliges Winzerhaus mit Anbau und Einfriedungsmauer | Boselweg 22 (Karte)               | 2. Viertel 18. Jahrhundert                                                        | Regionalgeschichtlich und baugeschichtlich von Bedeutung, verbretterter Fachwerkbau | 09269091 |
|                | Ehemaliges Weingut (Wohn- und Wirtschaftsgebäude über U-förmigem Grundriss) mit eingeschossigem Anbau zur Straße                                                                                    | Boselweg 28 (Karte)               | Hauptgebäude um 1700                                                              | Regionalgeschichtlich und baugeschichtlich von Bedeutung, verputzter Fachwerkbau | 09269092 |
|                | Einstiges Weingut Dompropstberg, Hauptgebäude und mehrere Nebengebäude, Einfriedungsmauer, Tor, Pavillon und Weinbergshäuschen, Allee an der Zufahrt (Gartendenkmal)                                | Boselweg 30 (Karte)               | 18. Jahrhundert                                                                   | Regionalgeschichtlich und baugeschichtlich von Bedeutung, eines der größten Weingüter auf den Spaarbergen | 09266164 |
|                | Krankenhaus | Boselweg 48 (Karte)               | 1919 (Weinberghaus); 1927 (Krankenhaus)                                           | Ortsgeschichtlich von Bedeutung | 09269197 |
|                | Weinbauernhaus und Scheune | Boselweg 50 (Karte)               | Bezeichnet mit 1862                                                               | Regionalgeschichtlich und baugeschichtlich von Bedeutung, ein Fachwerkbau | 09266364 |
|                | Weingut Alte Deutsche Bosel (ehemals mit Ausschank), das Hauptgebäude mit Sitznischenportal und Seitenflügel, Garten und Einfriedungsmauer mit Toreinfahrt sowie Denkmal mit Widderköpfen im Garten | Boselweg 60a (Karte)              | Um 1600 (Sitznischenportal), spätere An- und Umbau; bezeichnet mit 1753 (Denkmal) | Baugeschichtlich, landschaftsgestaltend, wissenschaftlich, künstlerisch, sozialgeschichtlich und hausgeschichtlich von Bedeutung, eines der ältesten und bedeutendsten Weingüter Meißens                                                                    | 09269093 |
|                | Mietshaus in offener Bebauung | Dresdner Straße 78 (Karte)        | Ende 19. Jahrhundert                                                              | Gründerzeithaus, Kachelfries unterhalb der Dachtraufe, städtebaulich und baugeschichtlich von Bedeutung | 09266242 |
|                | Bauernhaus und Erweiterungsbau sowie Einfriedungsmauer | Dresdner Straße 92 (Karte)        | 1. Hälfte 19. Jahrhundert                                                         | Städtebaulich, sozial- und baugeschichtlich von Bedeutung, Zeugnis bäuerlicher Lebensweise vergangener Zeiten (teilweise Fachwerkbauweise) | 09266172 |
|                | Bauernhaus | Dresdner Straße 95 (Karte)        | Bezeichnet mit 1803                                                               | Städtebaulich und baugeschichtlich von Bedeutung (Obergeschoss teilweise Fachwerk) | 09266240 |
|                | Doppelmietshaus in offener Bebauung | Dresdner Straße 118, 120 (Karte)  | Ende 19. Jahrhundert                                                              | Städtebaulich und baugeschichtlich von Bedeutung, ein Bau des Späthistorismus | 09266233 |
|                | Mietshaus in offener Bebauung | Dresdner Straße 122 (Karte)       | Ende 19. Jahrhundert                                                              | Städtebaulich und baugeschichtlich von Bedeutung, ein Gründerzeithaus | 09266234 |
|                | Weingut, Wohnhaus mit älterem Anbau | Gelegegasse 5, 5a, 5b, 5c (Karte) | Fachwerkhaus um 1800; Neubau Ende 19. Jahrhundert                                 | Baugeschichtlich, wirtschaftsgeschichtlich und sozialgeschichtlich von Bedeutung, Zeugnis bäuerlicher Lebensweise vergangener Zeiten (älterer Anbau ein Fachwerkbau), der gründerzeitliche Wohnbau mit Dachreiter                                           | 09269086 |
|                | Bauernhaus | Jagdsteig 1 (Karte)               | Bezeichnet mit 1833                                                               | Orts-, bau- und sozialgeschichtlich von Bedeutung, Zeugnis bäuerlicher Lebensweise vergangener Zeiten (Fachwerkbau) | 09266177 |
|                | Wohnstallhaus eines Weinbauernhofes | Jagdsteig 2 (Karte)               | Bezeichnet mit 1829                                                               | Zeugnis bäuerlicher Lebensweise vergangener Zeiten, verputzter Fachwerkbau, orts-, bau- und sozialgeschichtlich von Bedeutung | 09266178 |
|                | Weingut mit Wohnhaus (Winzerhaus), Seitengebäude und Einfriedung | Jagdsteig 5 (Karte)               | 1. Hälfte 19. Jahrhundert                                                         | Orts-, bau- und sozialgeschichtlich von Bedeutung, Zeugnis bäuerlicher Lebensweise vergangener Zeiten (verbretterter Fachwerkbau) | 09266179 |
|                | Wohnhaus eines ehemaligen Weingutes, Einfriedungsmauer des Grundstücks | Jagdsteig 14 (Karte)              | Anfang 18. Jahrhundert                                                            | Bau- und ortsgeschichtlich von Bedeutung, Zeugnis des jahrhundertealten Weinbaus in Meißen | 09266122 |
|                | Historische Weinpresse | Jagdsteig 25 (bei) (Karte)        | Um 1750                                                                           | Orts- und technikgeschichtliche Bedeutung, Zeugnis des jahrhundertealten Weinbaus in Meißen | 09300873 |
| Weitere Bilder | Kapitelberg: Weingut mit Haupthaus, zwei Nebengebäuden (darunter Nr. 1a), Hof, Einfriedung und Toreinfahrt                                                                                          | Kapitelholzsteig 1, 1a (Karte)    | Anfang 18. Jahrhundert (vielleicht schon 1674)                                    | Wohl ältestes baulich erhaltenes Weingut der Gegend in Fachwerk, bau- und ortsgeschichtlich sowie landschaftsgestalterisch bedeutend, Anwesen von der anderen Elbseite deutlich erlebbar                                                                    | 09266237 |
|                | Boselberg: Weingut Haag mit Winzerhaus und Seitengebäude, durch einen Zwischenbau (Torhaus) miteinander verbunden                                                                                   | Kapitelholzsteig 3 (Karte)        | Anfang 17. Jahrhundert                                                            | Bau- und ortsgeschichtlich von Bedeutung, landschaftsbildprägendes Zeugnis des jahrhundertealten Weinbaus in Meißen | 09269128 |
|                | Klausenberg: Herrenhaus bzw. Landsitz eines Weingutes (Anlage mit älterem Mittelbau und zwei längeren seitlichen Flügeln), dazu Weinkeller unter dem rückwärtigen freistehenden Bau                 | Klausenweg 10, 10a (Karte)        | Um 1800                                                                           | Als Zeugnis des Weinanbaus im Bereich Meißen ortsgeschichtlich bedeutend, zudem mit seiner gestalterisch augenfälligen Fassade baugeschichtlich und künstlerisch bedeutend                                                                                  | 09266239 |
|                | Ehemaliges Weingut (im Erdgeschoss Pressraum, Treppenhaus mit Ausmalung) | Lückenhübelstraße 20 (Karte)      | im Kern 1662, bezeichnet mit 1661, laut Inschrift ein Jahr später                 | Baugeschichtlich, wissenschaftlich, sozialgeschichtlich und ortsgeschichtlich von Bedeutung, im Kern ein Spätrenaissancebau, das Treppenhaus mit wertvoller Ausmalung, die prägende Umgestaltung im Stil der Neugotik (Tudorstil) ehemals mit Treppengiebel | 09266376 |
|                | Wildhegemeister Glasewalds Erbgericht: Ehemaliges Weingut (mit Winzerstube und Erbgericht, im Erdgeschoss Pressraum)                                                                                | Lückenhübelstraße 33 (Karte)      | 18. Jahrhundert                                                                   | Orts- und baugeschichtlich von Bedeutung, Zeugnis des jahrhundertealten Weinbaus in Meißen | 09266377 |
|                | Weingut mit Wohnstallhaus und Seitengebäude | Oberspaarer Straße 17 (Karte)     | Bezeichnet mit 1808                                                               | Sozialgeschichtlich und baugeschichtlich von Bedeutung (verputzter Fachwerkbau), Zeugnis bäuerlicher Lebensweise vergangener Zeiten im Ortsteil Spaar | 09266174 |
|                | Weingut mit Wohnhaus (Winzerhaus), Seitengebäude und Mauerumfriedung | Oberspaarer Straße 19 (Karte)     | Um 1800                                                                           | Orts-, bau- und sozialgeschichtlich von Bedeutung (Fachwerkbau), Zeugnis bäuerlicher Lebensweise vergangener Zeiten im Ortsteil Spaar | 09266175 |
|                | Gasthaus, historische Weinstube „Bauernhäusl“ | Oberspaarer Straße 20 (Karte)     | Ende 18. Jahrhundert                                                              | Baugeschichtlich und ortsgeschichtlich von Bedeutung, Zeugnis des jahrhundertealten Weinbaus und Weinausschanks in Meißen | 09266173 |
|                | Weingut mit Wohnstallhaus und zwei Seitengebäuden | Oberspaarer Straße 30 (Karte)     | 1. Hälfte 19. Jahrhundert                                                         | Baugeschichtlich und ortsgeschichtlich von Bedeutung, Zeugnis bäuerlicher Lebensweise vergangener Zeiten (Fachwerkbau) | 09266176 |

## Tabellenlegende
- Bild: Bild des Kulturdenkmals, ggf. zusätzlich mit einem Link zu weiteren Fotos des Kulturdenkmals im Medienarchiv Wikimedia Commons. Wenn man auf das Kamerasymbol klickt, können Fotos zu Kulturdenkmalen aus dieser Liste hochgeladen werden:
- Bezeichnung: Denkmalgeschützte Objekte und ggf. Bauwerksname des Kulturdenkmals
- Lage: Straßenname und Hausnummer oder Flurstücknummer des Kulturdenkmals. Die Grundsortierung der Liste erfolgt nach dieser Adresse. Der Link (Karte) führt zu verschiedenen Kartendiensten mit der Position des Kulturdenkmals. Fehlt dieser Link, wurden die Koordinaten noch nicht eingetragen. Sind diese bekannt, können sie über ein Tool mit einer Kartenansicht einfach nachgetragen werden. In dieser Kartenansicht sind Kulturdenkmale ohne Koordinaten mit einem roten bzw. orangen Marker dargestellt und können durch Verschieben auf die richtige Position in der Karte mit Koordinaten versehen werden. Kulturdenkmale ohne Bild sind an einem blauen bzw. roten Marker erkennbar.
- Datierung: Baubeginn, Fertigstellung, Datum der Erstnennung oder grobe zeitliche Einordnung entsprechend des Eintrags in der sächsischen Denkmaldatenbank
- Beschreibung: Kurzcharakteristik des Kulturdenkmals entsprechend des Eintrags in der sächsischen Denkmaldatenbank, ggf. ergänzt durch die dort nur selten veröffentlichten Erfassungstexte oder zusätzliche Informationen
- ID: Vom Landesamt für Denkmalpflege Sachsen vergebene, das Kulturdenkmal eindeutig identifizierende Objekt-Nummer. Der Link führt zum PDF-Denkmaldokument des Landesamtes für Denkmalpflege Sachsen. Bei ehemaligen Kulturdenkmalen können die Objektnummern unbekannt sein und deshalb fehlen bzw. die Links von aus der Datenbank entfernten Objektnummern ins Leere führen. Ein ggf. vorhandenes Icon  führt zu den Angaben des Kulturdenkmals bei Wikidata.